# Jan Goedeljee
Jan Goedeljee (Leiden, 24. srpna 1824 – 16. října 1905, tamtéž) byl nizozemský fotograf a majitel fotografického studia v Leidenu Jan Goedeljee & Zn. (někdy také J. Goedeljee & Zn.) na konci 19. století. Goedeljee pořídil mnoho fotografií budov, krajiny, hodnostářů i obyčejných lidí jako fotograf v Leidenu a okolí. Fotografem a partnerem byl také jeho syn Johannes Goedeljee.

## Životopis
Goedeljee byl zpočátku knihařem, stejně jako jeho otec, ale v roce 1865 dle dokumentů o sobě úředně uváděl, že je fotografem; v roce 1881 je funkce „knihař“ vynechána. Nějakou dobu byl také pohřebním ředitelem. V roce 1866 vydal v Leidenu knihu Photographische Faces in 's Rijks Akademietuin s dvanácti fotografiemi.
Fotografie mohla být praktikována od roku 1839, kdy Louis Daguerre vynalezl vlastní vývojový proces, který umožnil mnohem kratší dobu expozice. Známým současníkem a kolegou Goedeljee byl Israël David Kiek. Goedeljee také dělal portréty profesorů, prince Alexandra a soukromých osob, nesl titul dvorní fotograf. V roce 1879 Goedeljee začal spolupracovat se svým synem; založili společnost „J. Goedeljee en Zn“. V roce 1884 vydala firma Goedeljee Catalogus van Land-, stad- en zeegezichten (Katalog venkova, města a mořské krajiny), který obsahoval 550 fotografií, které bylo možné tímto způsobem zakoupit.
Jan Goedeljee umřel v roce 1905. Částečně proto, že v Leidenu vzniklo mnoho dalších fotoateliérů (v roce 1910 jich bylo 12), jeho společnost v roce 1910 zkrachovala.
V roce 1915 se uvádělo, že jeho syn Johannes Goedeljee je spojován s univerzitní knihovnou jako fotograf. Zemřel v roce 1921.

## Galerie

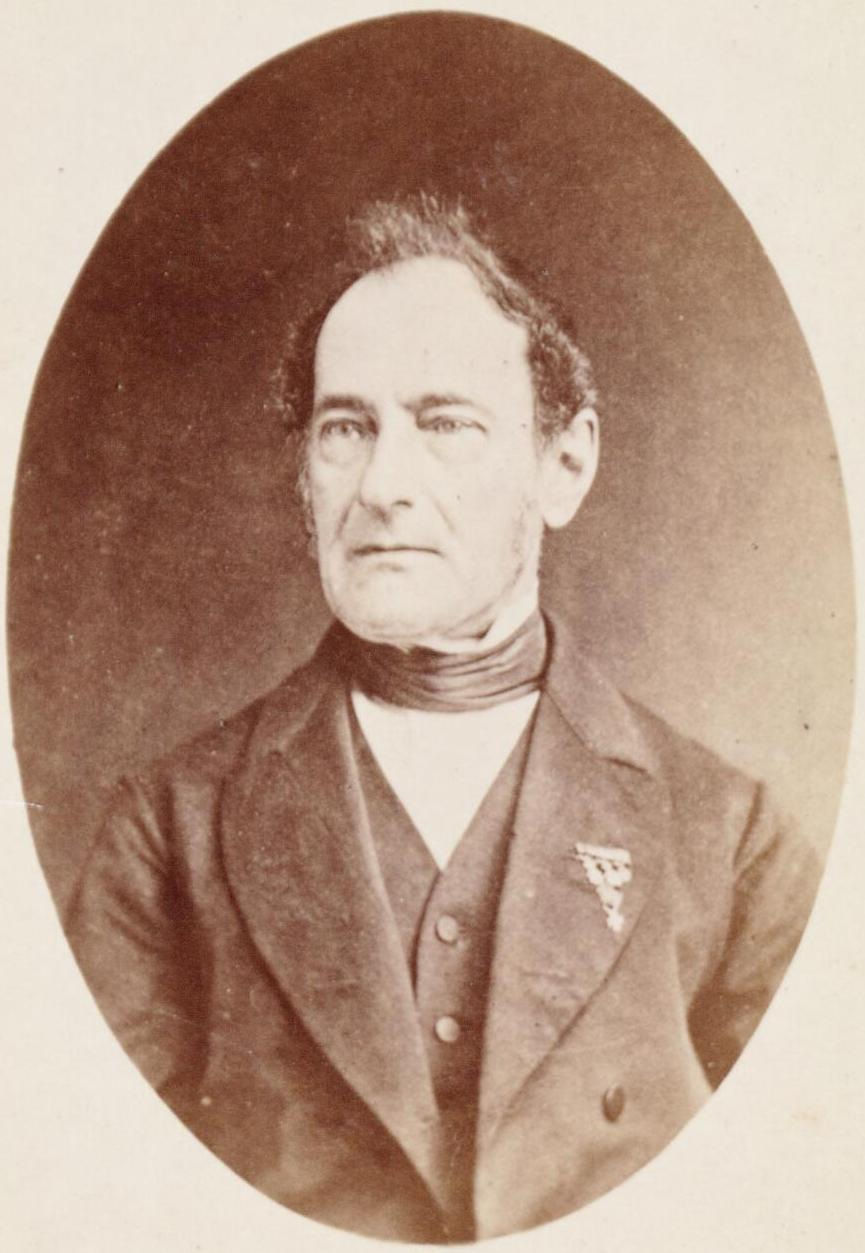
Profesor Rutgers van der Loeff, 1880
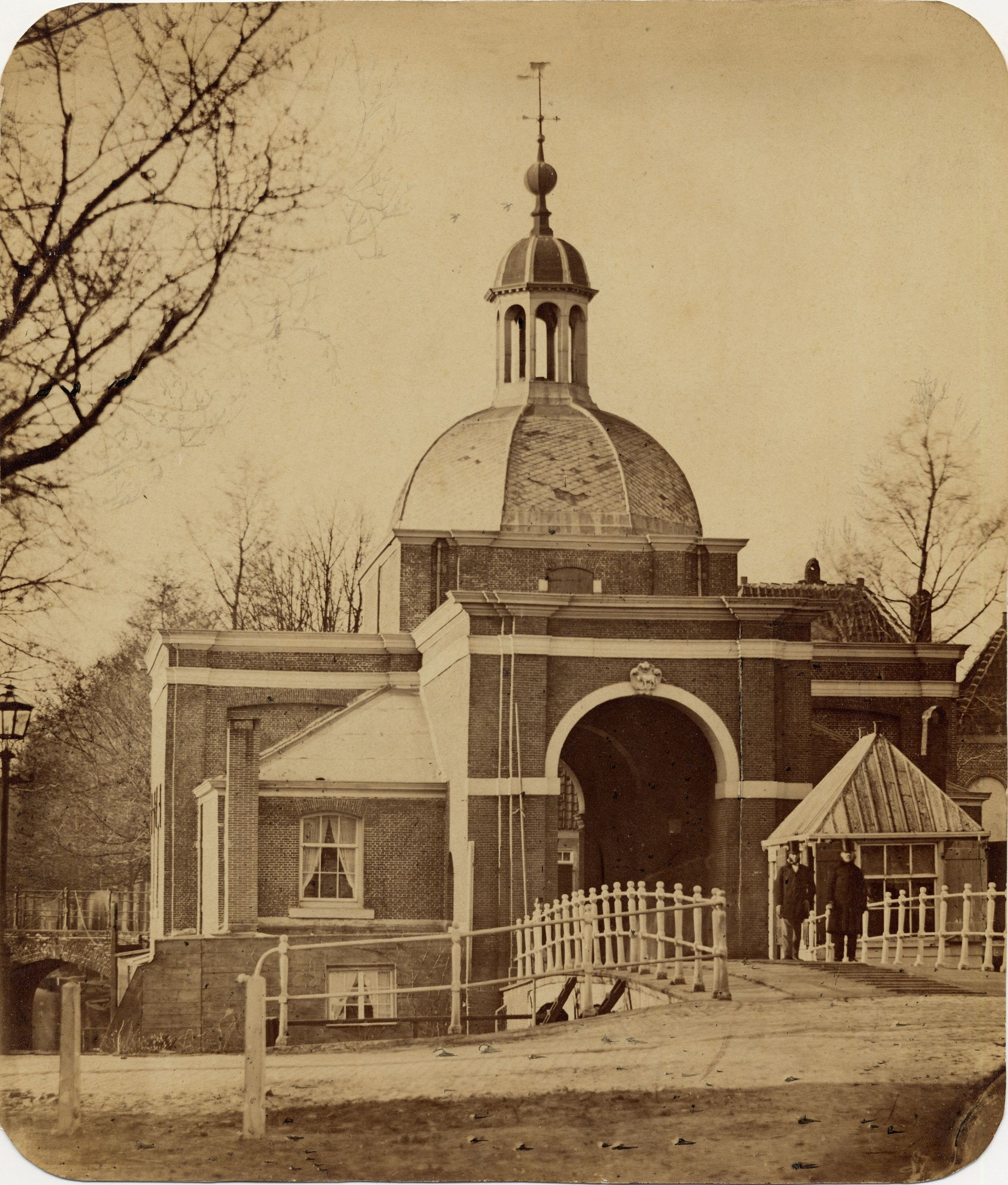
Koepoort Leiden, 1863
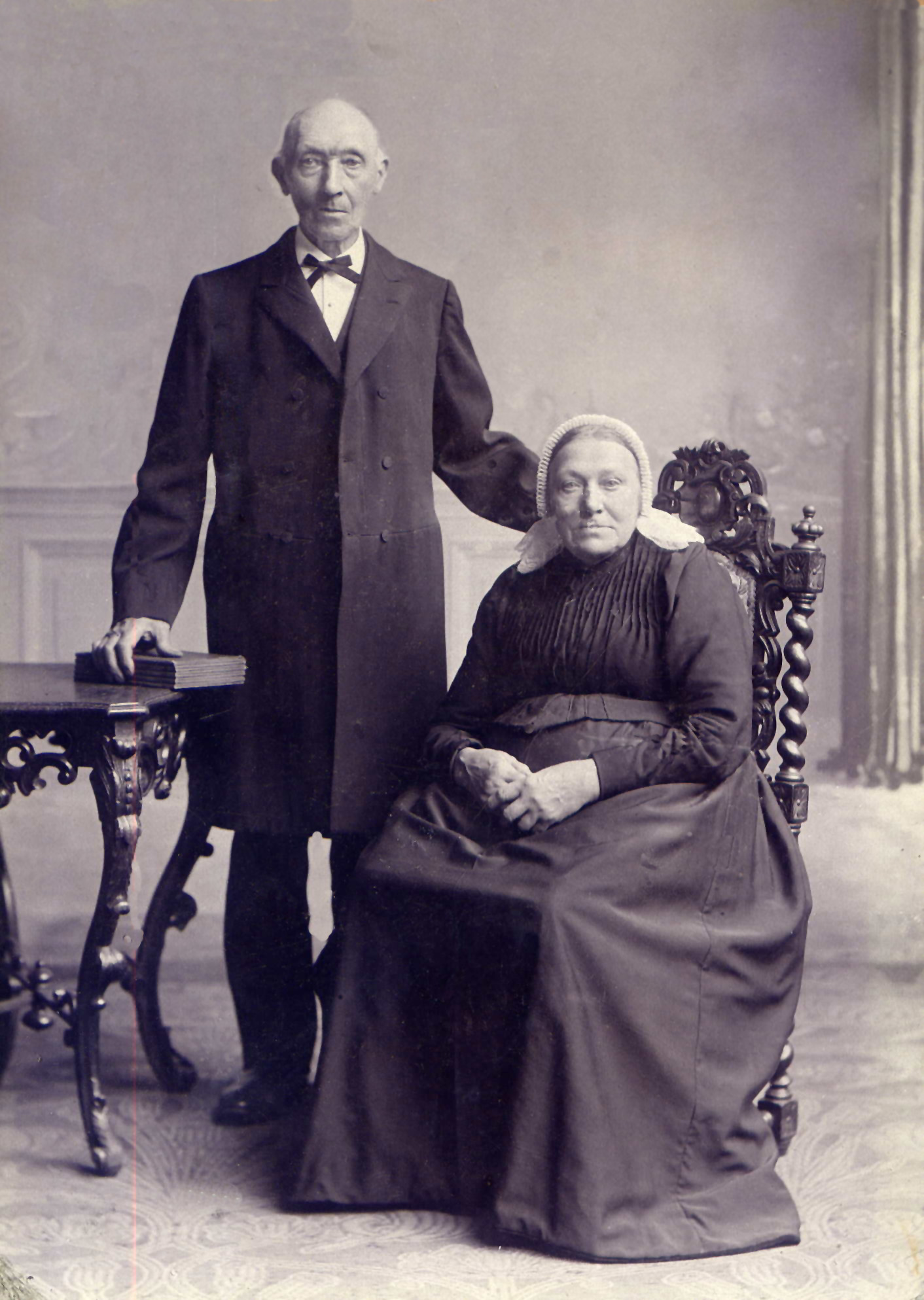
Fotografie kolem roku 1900 od „dvorního fotografa J. Goedeljeeho“
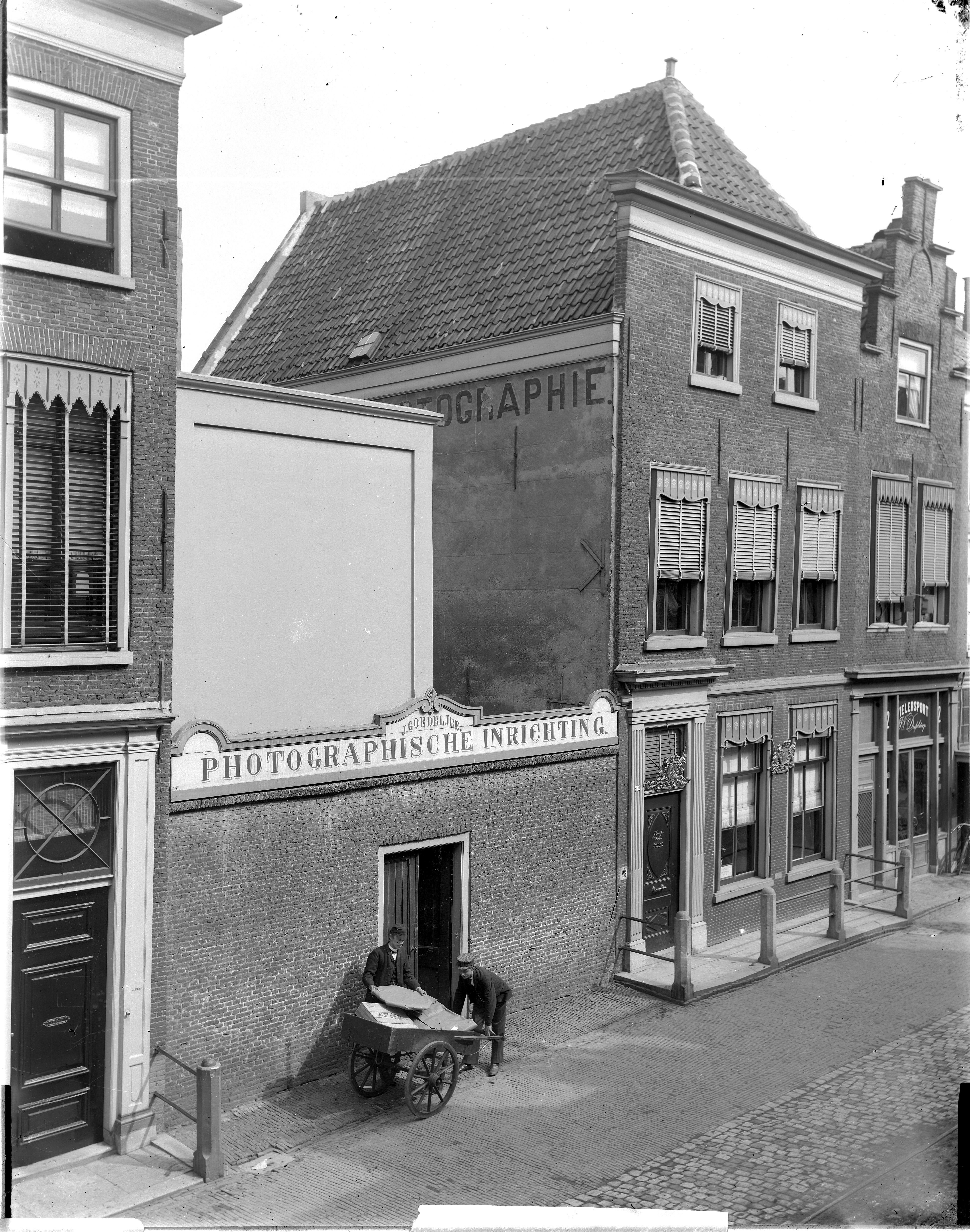
Pohled na fotoateliér umělce v Hogewoerd č. 160–162a s domem napravo a zdí se vstupem nalevo (skleněný negativ, asi 1900)
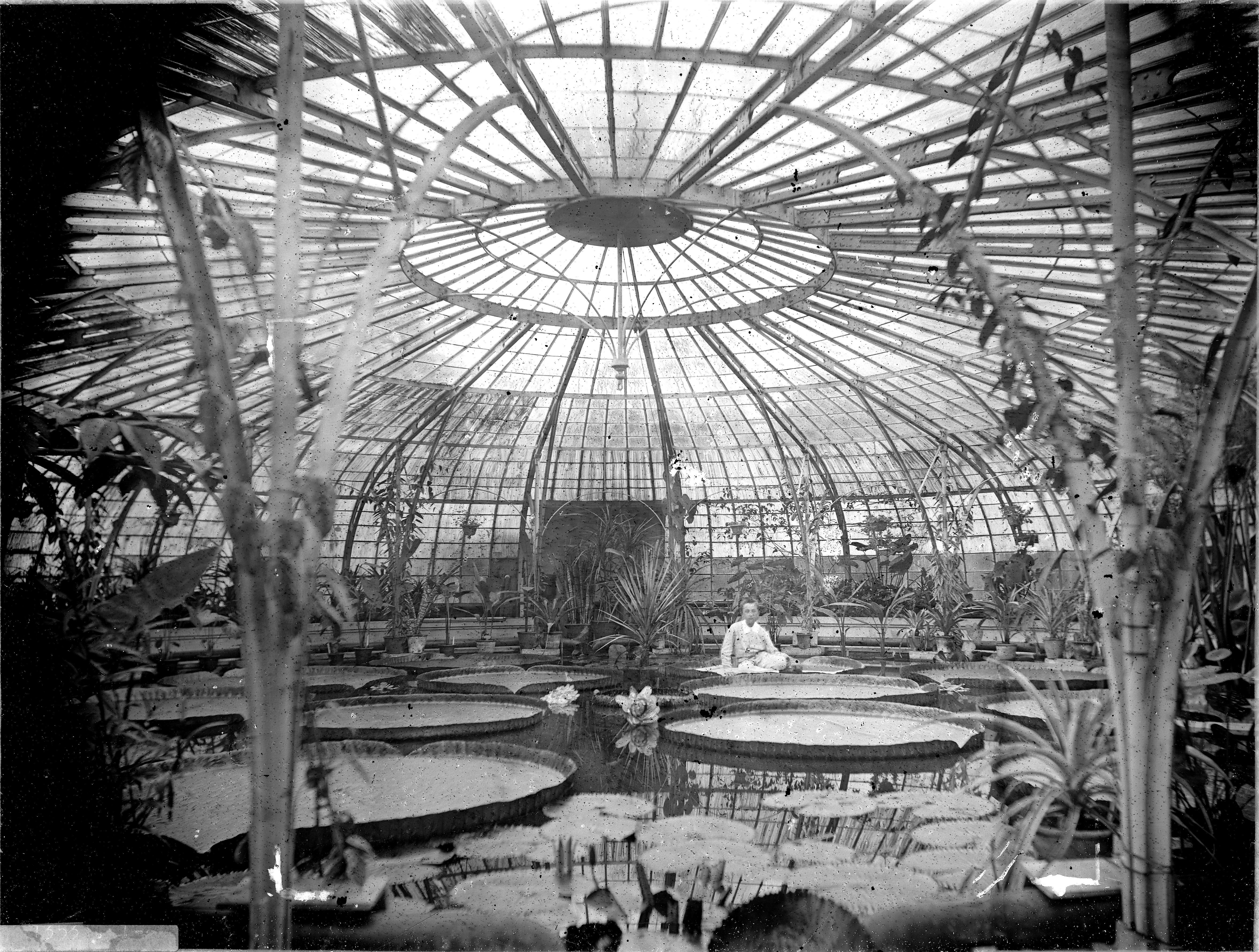
Leiden, Kas met Victoria Regia in de Hortus Botanicus
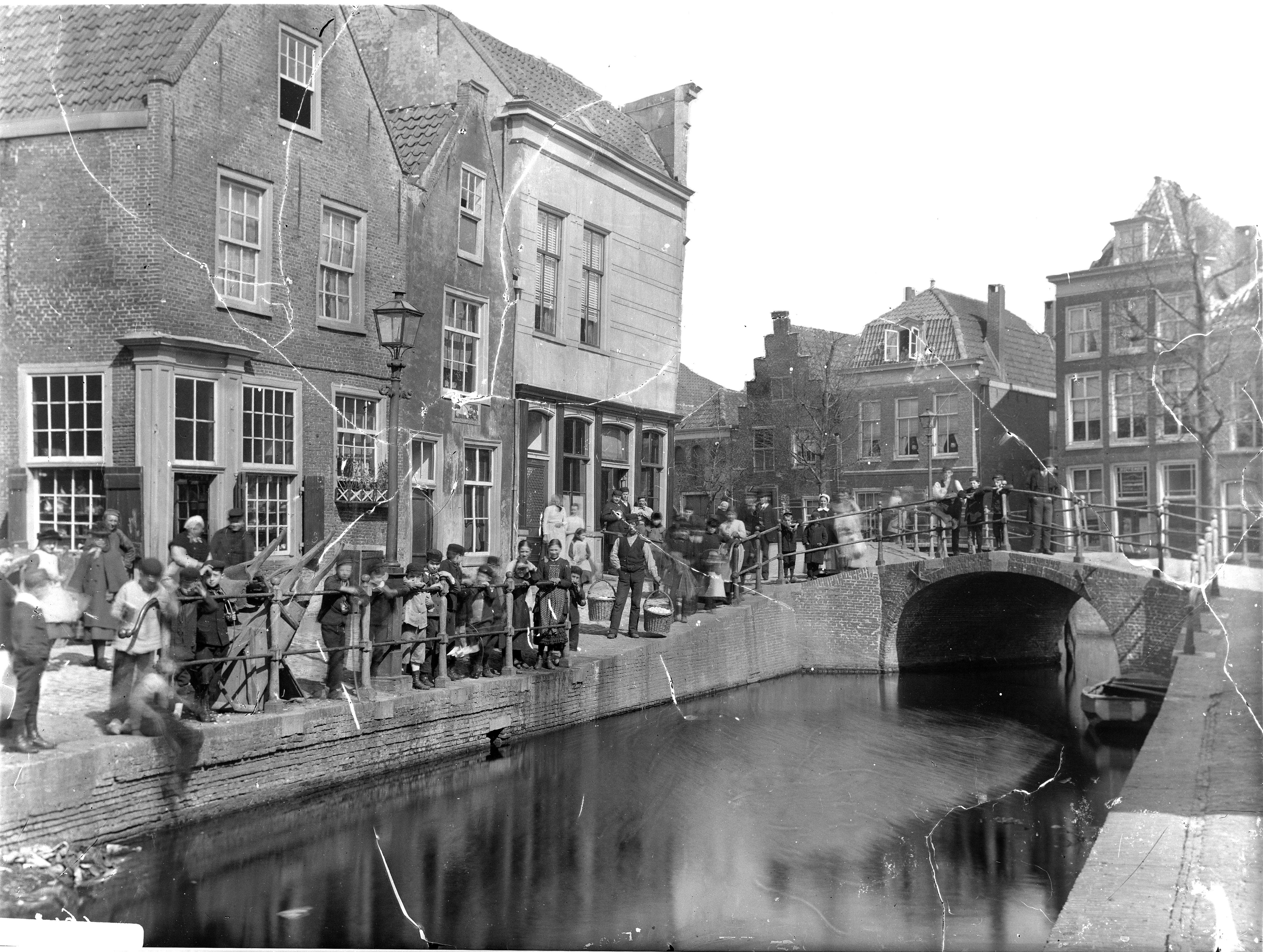
Leiden, Zijdgracht, nu Korevaarstraat
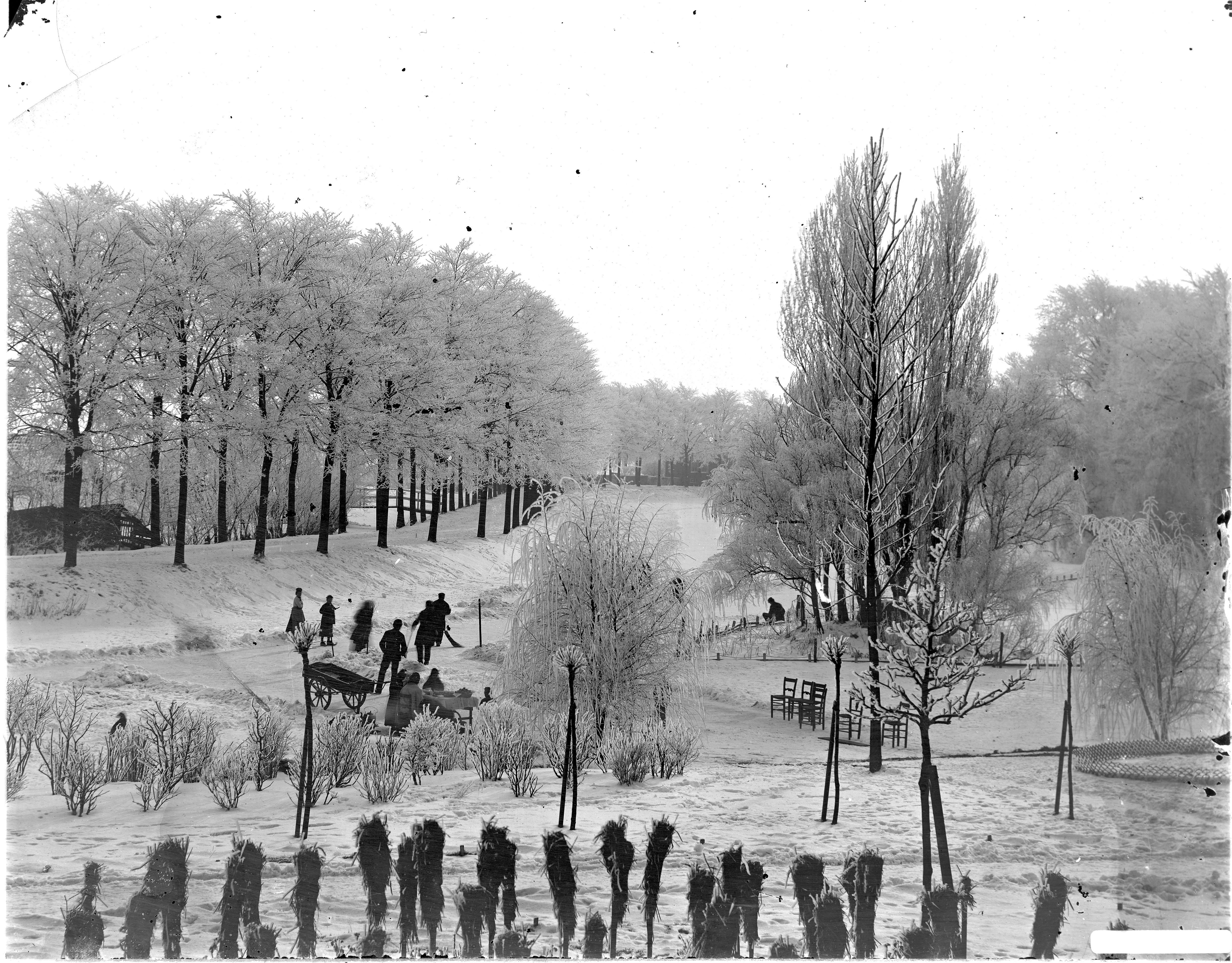
Leiden, Zoeterwoudsesingel
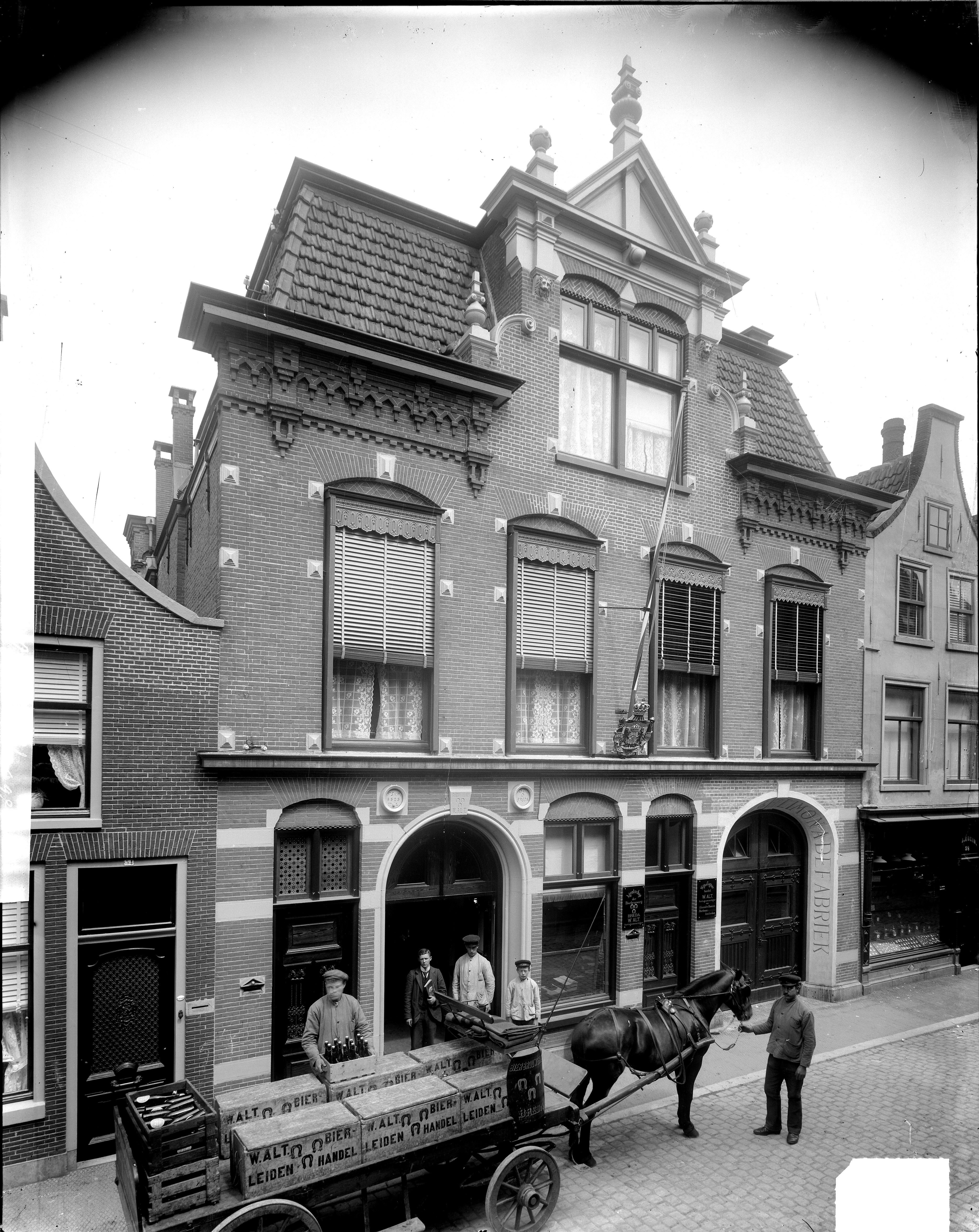
Leiden, Drankenhandel en limonadefabriek van W.Alt op de Hogewoerd in Leiden
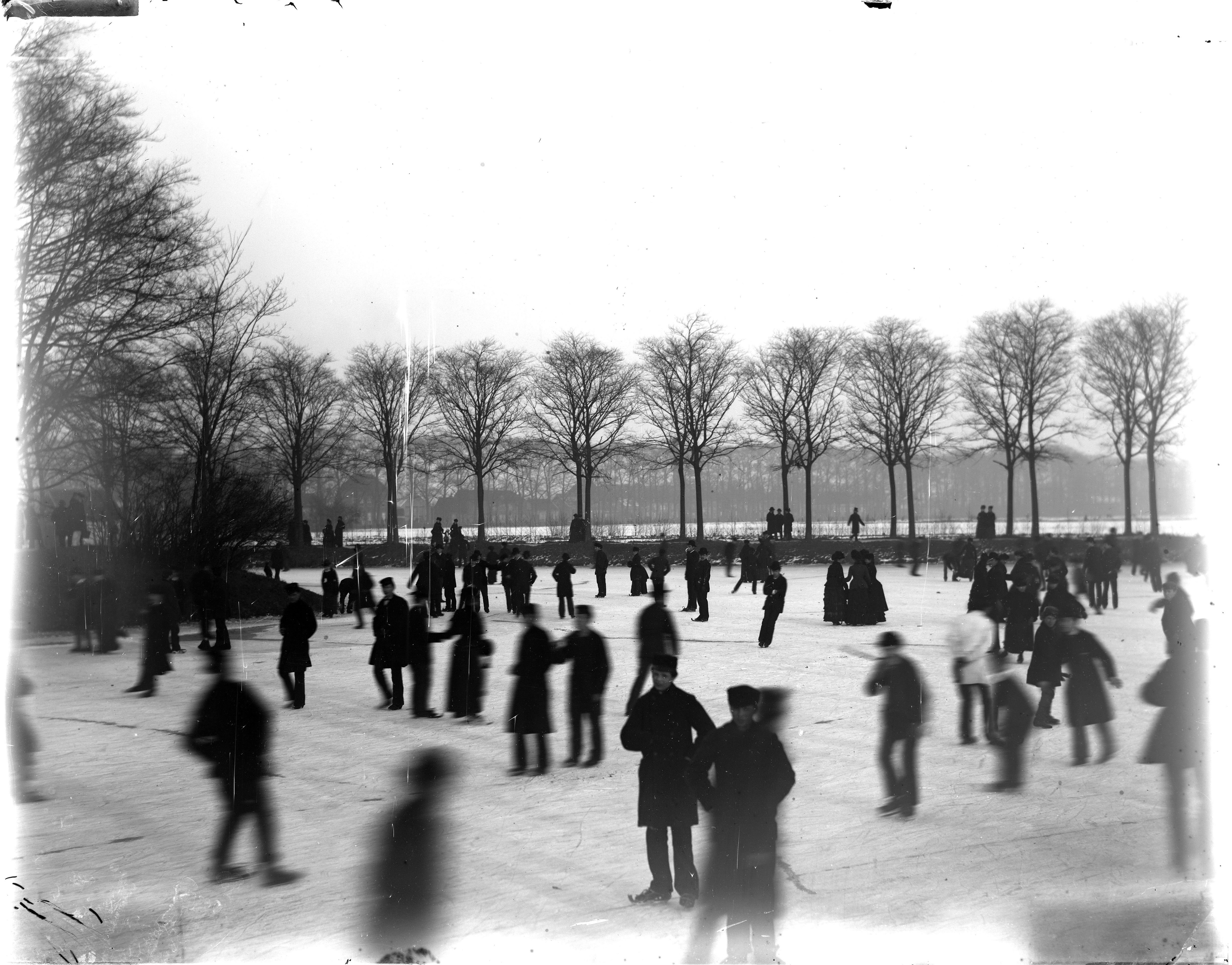
Leiden, Schaatsers op de Zoeterwoudsesingel